# Guy de Penthièvre

Das Wappen Guidos mit dem stilisierten bretonischen Hermelin ist heute das Wappen der Region Limousin.

Guido von Penthièvre (frz. Guy de Penthièvre, * 1287; † 27. März 1331) war Vizegraf von Limoges und später Graf von Penthièvre. 
Er war der zweite Sohn des Herzogs Arthur II. von Bretagne und der Vizegräfin Marie von Limoges. Nach seinem Vater wird er auch Guido von Bretagne oder Guido von Dreux genannt.
1314 erhielt er die mütterliche Vizegrafschaft Limoges, die bis dahin sein älterer Bruder Johann III. von Bretagne regiert hatte und nannte sich Guido VII. von Limoges. Schon 1314 nötigte ihn derselbe Bruder, die Vizegrafschaft an dessen Gattin Isabella von Kastilien abzutreten. Als Ausgleich erhielt er die bretonische Grafschaft Penthièvre.
Da Johann III. keine Kinder hatte, war Guido lange Jahre dessen Erbe als Herzog von Bretagne. Allerdings starb er vor Johann, so dass er selbst nicht Herzog wurde. Erbin wurde Guidos Tochter Johanna, deren Ansprüche jedoch von seinem jüngeren Bruder Johann von Montfort angefochten wurden: Der nun (1341) ausbrechende Bretonische Erbfolgekrieg endete erst mit dem Tod von Guidos Schwiegersohn Karl von Blois 1364 und dem Sieg des Sohnes des Johanns von Montfort, Johann V.

## Ehen und Nachkommen
1318 heiratete Guido in erster Ehe Johanna von Avaugour (* 1300, † 1327), Herrin von Goëllo, Tochter von Henrich IV., Herr von Avaugour, mit der er eine Tochter hatte:
- Johanna (* 1319; † 1384), Gräfin von Penthièvre, ab 1337 Herzogin von Bretagne  ⚭ Karl von Blois (* 1319; † 1364).

Nach dem Tod seiner ersten Frau heiratete er die Adlige Johanna von Belleville, jedoch wurde diese Ehe 1330 vom Papst annulliert.